# Lista furcellata
Lista furcellata (лат.) — вид бабочек-огнёвок рода Lista из подсемейства Epipaschiinae.

## Распространение
Китай (Yunnan).

## Описание
Бабочки средних размеров. Размах крыльев около 3 см. Этот вид похож на L. insulsalis по мужским гениталиям, но его можно отличить по ункусу с ланцетным, зубчато-реберно-зубчатым отростком латер-медиально, саккулюсу с дорсальным отростком и срединной пластинке подлунной вальвы (рис. 24). У L. insulsalis латеральный отросток ункуса игольчатый, саккулус имеет два дорсальных отростка, а срединная слабосклеротизированная пластинка - субквадратная. Голова белая. Грудь и тегулы желтовато-белые с примесью чёрного. Переднее крыло с темно-серой базальной частью с желтовато-белыми чешуйками; срединная область бледно-розовая с примесью жёлтого и чёрного; дистальное поле светло-серое с примесью чёрного, с белыми полосками по жилкам, окаймленными чёрным с обеих сторон.  Лабиальные щупики вздернуты вверх.

## Таксономия
Вид был впервые описан в 2021 году китайскими энтомологами Hou-Hun Li и Hua Rong (Китай). Таксон близок к виду Lista insulsalis.